# باتريك مور (مستشار)
باتريك ألبرت مور (ولد في 15 يونيو 1947)، مستشار صناعي كندي وناشط سابق، ومن أوائل الأعضاء في منظمة السلام الأخضر الكندية ورئيس سابق لها. بدأ بعد مغادرته منظمة السلام الأخضر في عام 1986 انتقاده أساليب التخويف والمعلومات المضللة في الحركة البيئية، قائلًا إن الحركة البيئية «تخلت عن العلم والمنطق لصالح العاطفة والإثارة». انتقدت منظمة السلام الأخضر مور، واصفة إياه بأنه «متحدث مدفوع الأجر للصناعة النووية، وصناعة قطع الأشجار، وصناعة الهندسة الوراثية» والذي «يستغل علاقاته القديمة مع منظمة السلام الأخضر لتصدير نفسه كمخاطب ومتحدث باسم المؤسسة».
اتخذ مور بعد مغادرته منظمة السلام الأخضر مواقف علنية حادة في كثير من الأحيان ضد عدد من المجموعات البيئية الرئيسية، بما في ذلك منظمة السلام الأخضر نفسها، وذلك في العديد من القضايا المتعلقة بالغابات، والطاقة النووية، والكائنات المعدلة وراثيًا، واستخدام المبيدات الحشرية. نفى مور أيضًا إجماع المجتمع العلمي على التغير المناخي، كادعائه بأن زيادة ثاني أكسيد الكربون في الغلاف الجوي للأرض أمر مفيد، وادعاؤه بعدم وجود دليل على أن انبعاثات ثاني أكسيد الكربون البشرية هي المسؤولة عن الاحتباس الحراري، وحتى لو كان ذلك صحيحًا، فبرأيه أن ارتفاع درجة الحرارة سيكون مفيدًا للحياة على الأرض. تتعارض هذه الآراء مع الإجماع العلمي حول آثار الاحتباس الحراري، والذي يتوقع أن يكون لتغير المناخ تأثير سلبي كبير لا رجعة فيه على الظواهر المناخية والطقس في جميع أنحاء العالم، ما يشكل مخاطر شديدة مثل تحمض المحيطات وارتفاع مستوى سطح البحر على المجتمع البشري والكائنات الحية الأخرى.

## النشأة
ولد مور عام 1947 في بورت أليس في كولومبيا البريطانية، ونشأ في وينتر هاربور في جزيرة فانكوفر، ووالداه هما بيل وبيفرلي مور. انتمى إلى الجيل الثالث من عائلة في كولومبيا البريطانية ذات تاريخ طويل في الحراجة وصيد الأسماك. كان والده ويليام دي مور رئيس جمعية تراك لوغرز في كولومبيا البريطانية، ورئيس سابق لمؤتمر بيسفك لوغينغ. تلقى مور تعليمه في مدرسة سانت جورج، ثم التحق بجامعة كولومبيا البريطانية، حيث حصل على بكالوريوس العلوم في بيولوجيا الغابات عام 1969، وعلى درجة الدكتوراه في عام 1974. أجرى مور خلال مرحلة الدكتوراه أبحاثًا حول التلوث بالمعادن الثقيلة في روبرت إنليت بواسطة مخلفات التعدين، وخلص إلى أن الآليات القائمة فشلت في منع التلوث غير المقبول.

## الحياة المهنية

### منظمة السلام الأخضر
شُكلت لجنة دونت ميك أويف في يناير 1970 من قبل دوروثي وإيرفينغ ستو وبين ميتكالف وماري وجيم بوهلين وبول كوت وبوب هانتر، وتأسست في أكتوبر 1970. تشكلت اللجنة لمعارضة اختبار قنبلة هيدروجينية سعة 1 ميغا طن في عام 1969 من قبل هيئة الطاقة الذرية الأمريكية في جزيرة أمشيتكا في الجزر الأليوطية. انضم مور إلى اللجنة في عام 1971 كعضو من طاقم قارب غرينبيس، وهو قارب صيد مستأجر سُمي أساسًا فيليس كورماك، أرسلته اللجنة عبر شمال المحيط الهادئ للفت الانتباه إلى اختبار الولايات المتحدة لقنبلة 5 ميغا طن مخطط لها في سبتمبر من ذلك العام. كتب المؤسس المشارك لغرينبيس بوب هانتر: «سرعان ما قُبل مور في الدائرة الداخلية على أساس خلفيته العلمية، وسمعته [كناشط بيئي]، وقدرته على إدخال رؤى عملية لا معنى لها في المناقشات». سافر مور في مايو 1971 إلى ألاسكا مع جيم بوهلين، ممثلًا للجنة دونت ميك أويف في جلسات استماع لجنة الطاقة الذرية الأمريكية. حضر مور اجتماعات لجنة دونت ميك أويف، وكان جزءًا من اللجنة عندما تغير اسمها إلى منظمة السلام الأخضر. كان من بين أعضاء اللجنة الآخرين مؤسسو اللجنة بوب هانتر ورود مارينينغ وبن ميتكالف. يصف مور نفسه بأنه أحد الأعضاء المؤسسين لمنظمة السلام الأخضر، لكن المنظمة تنفي هذا الادعاء.
ألغى الرئيس الأمريكي ريتشارد نيكسون اختبارات القنبلة الهيدروجينية المتبقية المخطط لها في جزيرة أمشيتكا في أوائل عام 1972، فحولت منظمة السلام الأخضر انتباهها إلى التجارب النووية الفرنسية في الغلاف الجوي في موروروا أتول في جنوب المحيط الهادئ. سافر مور في مايو 1972 إلى نيويورك مع جيم بوهلين وماري بوهلين للضغط على وفود الأمم المتحدة الرئيسية من دول المحيط الهادئ المشاركة. سافر بعدها إلى أوروبا مع بن ميتكالف ودوروثي ميتكالف ولايل ثورستون ورود مارينينغ والتقوا مع البابا بول السادس واحتجوا في كاتدرائية نوتردام في باريس. حضروا في يونيو مؤتمر الأمم المتحدة الأول حول البيئة في ستوكهولم، وأقنعوا نيوزيلندا باقتراح تصويت يدين التجارب النووية الفرنسية، والتي مُررت بأغلبية قوية.
انضم مور مرة أخرى إلى طاقم فيليس كورماك في عام 1975، خلال الحملة الأولى لإنقاذ الحيتان، إذ التقت غرينبيس بأسطول صيد الحيتان السوفيتي قبالة سواحل كاليفورنيا. التُقطت لقطات مصورة خلال المواجهة، تظهر قارب صيد الحيتان السوفياتي وهو يطلق حربة فوق رؤوس أعضاء غرينبيس في قارب زودياك إلى مؤخرة أنثى حوت العنبر. ظهرت اللقطات المصورة في الأخبار المسائية في اليوم التالي على جميع الشبكات الوطنية الأمريكية الثلاث، ما أدى إلى ظهور غرينبيس لأول مرة على المسرح الإعلامي العالمي، وأدى ذلك إلى زيادة سريعة في الدعم العام للمؤسسة غير الربحية. ظهر باتريك مور وبوب هانتر في البرنامج الإذاعي الحواري للدكتور بيل واتنبورغ على كي جي أو وناشدا محامٍ لمساعدتهم على افتتاح مكتب فرعي في سان فرانسيسكو وإدارة التبرعات.
تطوع المحامي الشاب ديفيد توسمان لمساعدة مور وهنتر وبول سبونج في تأسيس مكتب في فورت ماسون. تغيرت مؤسسة غرينبيس الأمريكية منذ ذلك الحين إلى منظمة السلام الأخضر في الولايات المتحدة الأمريكية، وأصبحت مركزًا رئيسيًا لجمع التبرعات لتوسيع منظمة السلام الأخضر في جميع أنحاء العالم.

### رئاسة مؤسسة السلام الأخضر في كندا
ترشح مور في يناير 1977 في الاجتماع العام السنوي لمؤسسة السلام الأخضر للرئاسة ضد بوب هانتر، وخسر في النهاية بفارق صوت واحد. تنحى هانتر بعد فترة وجيزة وتولى مور الرئاسة، ووجد المنظمة غارقة في الديون. بدأت منظمات السلام الأخضر تتشكل في جميع أنحاء أمريكا الشمالية، بما في ذلك مدن مثل تورنتو ومونتريال وسياتل وبورتلاند ولوس أنجلوس وبوسطن وسان فرانسيسكو. لم تقبل كل هذه المكاتب سلطة المنظمة المؤسسة في كندا، إذ ثبت أن رئاسة مور وأسلوب إدارته كانا مثيران للجدل. دعا مور ومجلس إدارته المختار في فانكوفر إلى اجتماعين لإضفاء الطابع الرسمي على مقترحات الحوكمة الخاصة به. أعلن ديفيد توسمان خلال ذلك الوقت، جنبًا إلى جنب مع باقي مؤسسي منظمة السلام الأخضر، والناشطين الأوائل في منظمة السلام الأخضر، وأغلبية أعضاء منظمة السلام الأخضر، أن مجلس إدارة مجموعة سان فرانسيسكو يعتزم فصل مؤسسة السلام الأخضر التابعة لباتريك مور عن بقية حركة السلام الأخضر.
فشلت جهود تسوية الأمر، ورفعت مؤسسة السلام الأخضر دعوى مدنية في سان فرانسيسكو تتهم فيها مجموعة سان فرانسيسكو بانتهاك العلامة التجارية وحقوق النشر باستخدام اسم السلام الأخضر دون إذن المؤسسة.